# Christian David Gebauer

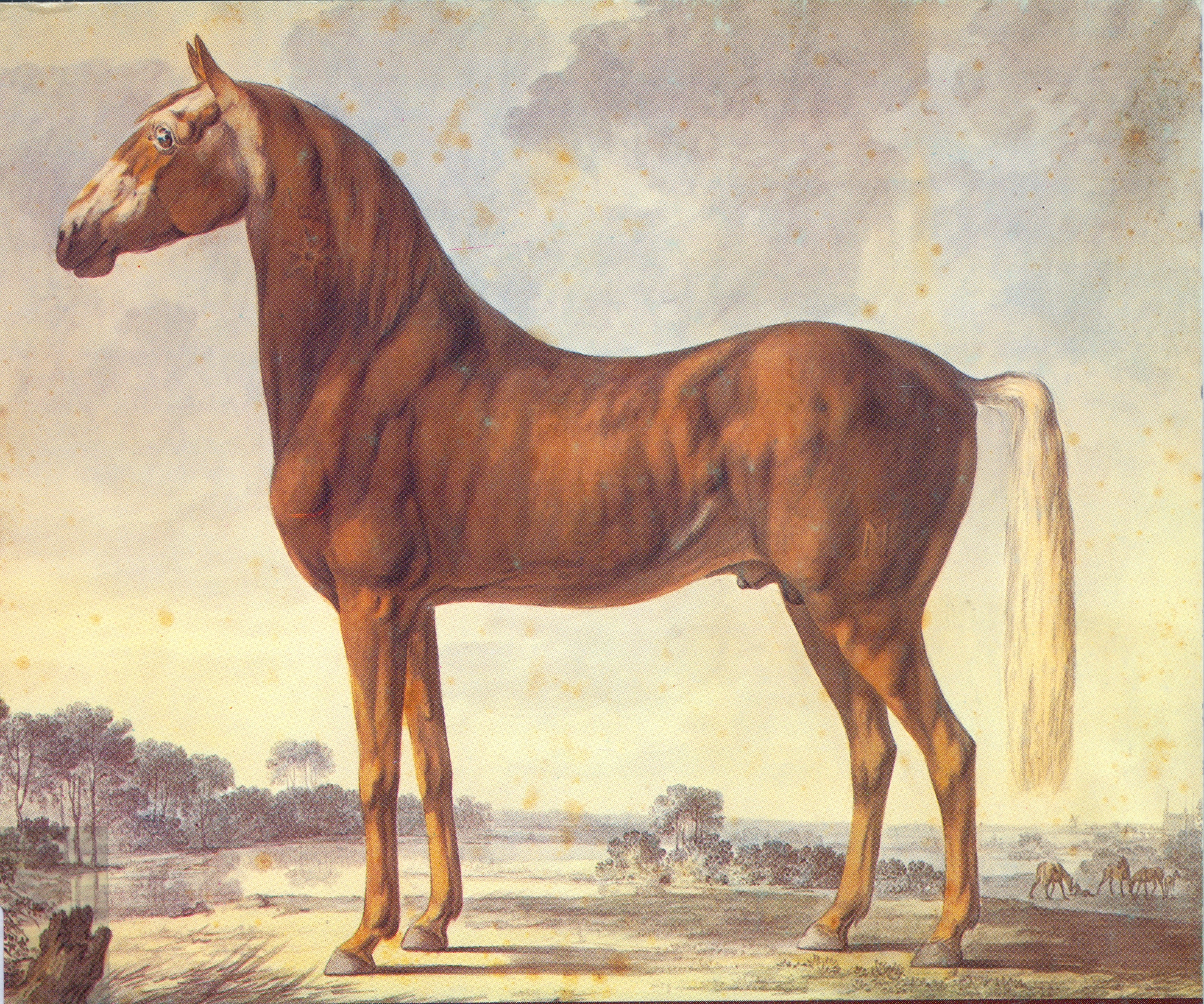
Frederiksborgarehingsten Beaver, född 1821. På halsen finns Frederiksborgs stuteris märke, en bekrönad stjärna. Färglagd teckning, troligen omkring 1830.

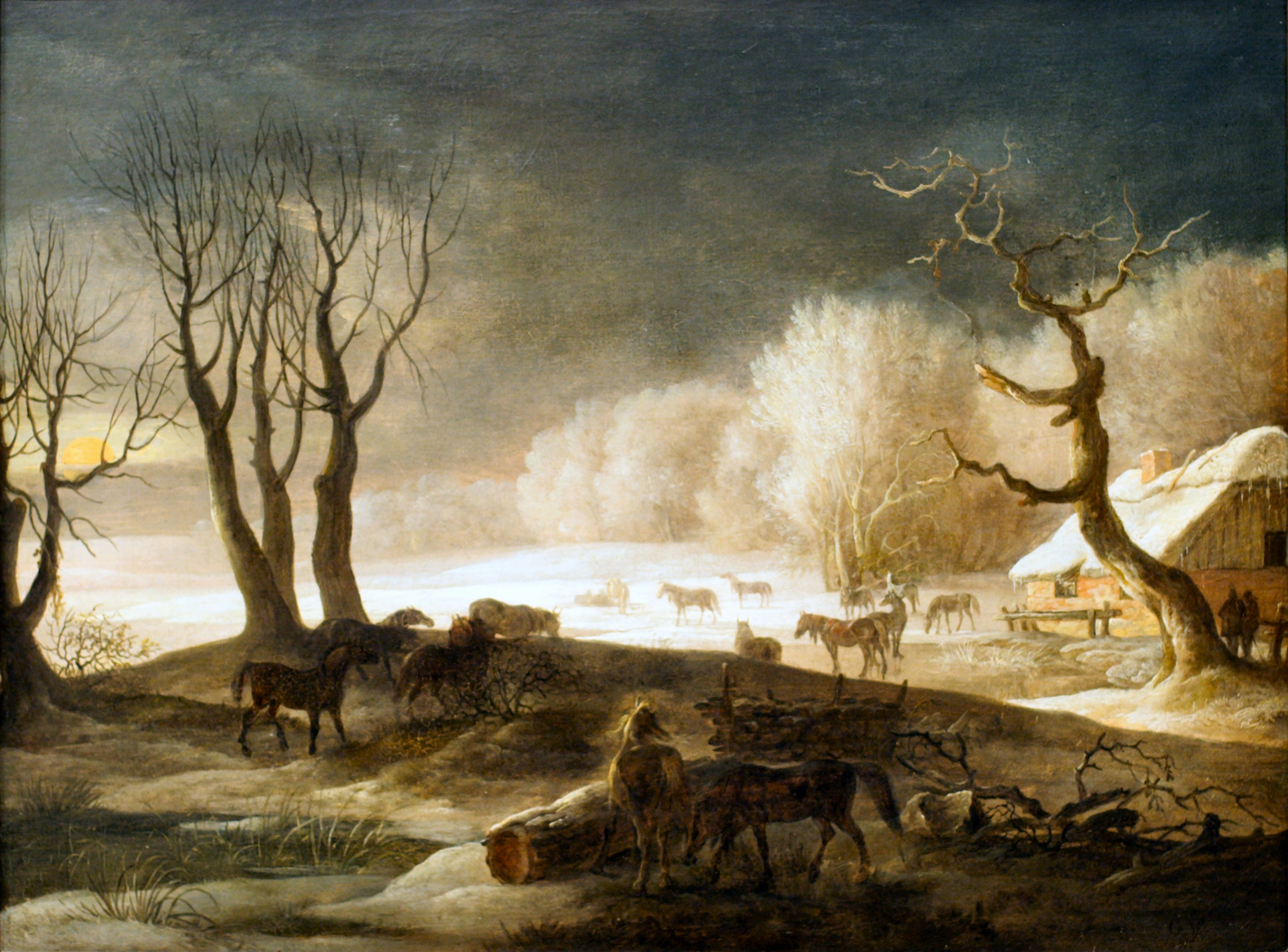
Det vilde stutteri', 1831

Christian David Gebauer, född 15 oktober 1777 i Neusalz an der Oder, död 15 september 1831 i Aarhus, var en dansk målare. Han var far till Johan Christian Gebauer.
Christian David Gebauer flyttade som barn till Kristiansfeld och blev dansk undersåte. Han studerade vid konstakademien i Köpenhamn och ägnade sig åt landskaps- och djurmåleriet. Dock målade han i sina yngre år inte få scener ur krigarlivet. 
Åren 1813-14 reste Gebauer utomlands och bevistade slaget vid Dresden. År 1815 blev han medlem av akademien och var därefter verksam först i Köpenhamn, därefter i Aarhus. 
Gebauer komponerade sina bilder med lätthet samt återgav djuren med liv och karaktär. Hans målningssätt är starkt påverkat av galleristudier efter de holländske mästarna. 
Gebauer är representerad i Köpenhamns konstmuseum av Slädfart i trakten av München och ett djurstycke. Han utförde även teckningar och raderingar.